# يكة توت (ميان كالة)
یکة توت (بالفارسية: حسین‌آباد) هي قرية تقع في إيران في قسم ميان كالة الريفي. يقدر عدد سكانها بـ 2,661 نسمة .